# Oreogeton bilineatus
Oreogeton bilineatus är en tvåvingeart som beskrevs av Collin 1933. Oreogeton bilineatus ingår i släktet Oreogeton och familjen Oreogetonidae. Inga underarter finns listade i Catalogue of Life.